# Karl August Ehrengren
Karl August Ehrengren, K.A Ehrengren, född 22 mars 1854 i Danmarks socken, Uppsala län, död 28 oktober 1938, var en svensk präst. 
Ehrengren, som var son till hemmansägare Anders Peter Andersson och Karolina Margreta Jansson, blev efter studier i Uppsala student där 1875, avlade teologisk-filosofisk examen 1877, teoretisk teologisk examen 1882 samt praktisk teologisk examen och prästvigdes samma år. Han blev komminister i Norrbo församling 1885, tillträde 1888, i Hudiksvalls församling 1893, tillträde 1894, var lasarettspredikant 1893–1898, blev kyrkoherde där 1895 och emeritus 1930. Han var inspektor för Hudiksvalls högre allmänna läroverk och elementarskola för flickor 1895–1904.